# 騎馬與砍殺
《騎馬與砍殺》（又译作）是由TaleWorlds开发并发行的角色扮演遊戲。在单机模式下，玩家可在游戏中扮演骑士、商人、盗匪等多种角色，甚至可以割据一方，直至统一卡拉迪亚大陆。本游戏也提供联机模式，可供多人网上对战。

## 背景
游戏的背景是架空的中古时代，在卡拉迪亚大陆上有六个從卡拉德帝國分裂出的国家，分別是：斯瓦迪亚王国、罗多克王国、维吉亚王国、库吉特汗国、诺德王国以及萨兰德苏丹国（其中萨兰德苏丹国是在战团发布后加入的，且並不屬於原先的卡拉德帝國），各个国家之间征战不休，战争吸引了很多前来碰运气或是探险的外来者，而玩家將扮演他们之中的一位，可以在任何国家开始自己的旅程。游戏中通用的货币是第纳尔。

## 續作
- 騎馬與砍殺II：領主

## 外部連結
- 官方网站
- 騎砍中文站 （页面存档备份，存于）